# Céline Lafrance
Pour les articles homonymes, voir Lafrance.
Céline Lafrance, née en 1962 à Maniwaki, est une écrivaine, cinéaste et animatrice radiophonique québécoise qui réside aux Îles de la Madeleine.

## Biographie
Originaire de l'Outaouais, Céline Lafrance complète un baccalauréat en communication à l'Université d'Ottawa. Elle s'établit aux Îles de la Madeleine en 1996, où elle œuvre à différents projets professionnels et bénévoles liés à la culture et aux communications. Elle a notamment animé de 1997 à 2022 l'émission Laissez-vous conter fleurette sur les ondes de CFIM, la radio communautaire des Îles. Elle contribue aussi à la recherche et à la réalisation du vidéoclip La ballade du Irving Whale de Zachary Richard.
Son long métrage documentaire Des Îles de la Madeleine à l'île Nepawa, co-réalisé en 2016 avec Sylvio Bénard, mène aussi à la création d'un livre éponyme en 2017 qui lui permet de participer à deux salons du livre,. Elle publie en 2018 son premier roman inspiré d'une histoire vraie, Zélia, ce qui lui vaut d'être finaliste pour l'obtention du Prix Jovette-Bernier,.
Elle obtient en 2022 une médaille de l'Assemblée nationale pour ses nombreuses contributions culturelles et événementielles à la communauté madelinienne.
Elle collabore avec 13 autres écrivains et écrivaines à la rédaction d'un ouvrage collectif, empreintes, paru en 2023.

## Publications
- 2017 : Des Îles de la Madeleine à l'île Nepawa - récit de vingt-sept familles madeliniennes ayant émigré en Abitibi en 1941 et 1942 (en collaboration avec Sylvio Bénard), Éditions La Morue verte, 328 pages  (ISBN 9782924564066)
- 2018 : Zélia, La note verte, 264 pages  (ISBN 9782924728024)
- 2020 : CTMA Histoire d’un succès coopératif (en collaboration avec Sylvio Bénard), Éditions CTMA, 176 pages  (ISBN 9782981922106)
- 2022 : Le Radar son histoire, notre histoire, 50 ans d'actualité, Les éditions Le Radar, 248 pages  (ISBN 9782982096905)
- 2023 : empreintes (ouvrage collectif), La note verte, 105 pages  (ISBN 9782924728079)

## Filmographie
- 2016 : Des Îles de la Madeleine à l’Île Nepawa, 72 min (co-réalisé avec Sylvio Bénard)[2]

## Distinctions
- 2019 : Finaliste pour l'obtention du Prix Jovette-Bernier (décerné par le Salon du livre de Rimouski), pour son roman Zélia[1]
- 2020 : Finaliste pour l'obtention du Prix Coup de cœur de la communauté (décerné par Arrimage, Corporation culturelle des Îles-de-la-Madeleine)[1],[6]
- 2022 : Médaille de l'Assemblée nationale (décernée par le député Joël Arseneau)[4]